# سعد محمد رحيم
سعد محمد رحيم (مواليد 1957 - توفي في 9 أبريل 2018) كان كاتب ومؤلف قصص عراقي، عمل في التدريس والصحافة، ولقد صدرت لهُ ستة مجموعات قصصية، وعدة كتب فكرية ونقدية، كما أصدر ثلاث روايات: هي رواية "غسق الكراكي" التي فازت بجائزة الإبداع الروائي العراقي سنة 2000، ورواية "ترنيمة امرأة، شفق البحر"، ورواية "مقتل بائع الكتب" التي وصلت إلى القائمة القصيرة لجائزة البوكر العربية 2017، ورواية "فسحة للجنون" كما صدرت له عدة كتب ودراسات منها: استعادة ماركس" و"المثقف الذي يدس أنفه"، وصدرت روايتين له بعد رحيله هما "لما تحطمت الجرة" ورواية "القطار إلى منزل هانا". 
كما حصل على جائزة «كتارا» للرواية العربية لعام 2016 عن روايتهِ غير المنشورة «ظلال جسد.. ضفاف الرغبة».